# Витражи Мурманска
Витражи в Мурманске, в основном, представляют собой произведения мастеров советского периода.
Один из самых значительных витражей представлен в здании бывшего ДК «Межсоюзный» (улица Подстаницкого д. 1). Этот витраж заполняет практически полностью фасад здания. Витраж выполнен из цветных стёкол скреплённых между собой латунным профилем и представляет собой абстрактную композицию, напоминающую северное сияние. Установлен витраж между больших витринных стёкол, которые защищают его. Здание ДК «Межсоюзный» было построено в 1972 году и не перестраивалось с того времени, в настоящее время расположенный там витраж демонтирован.
Интересный витраж установлен в холле офисного здания Мурманс СиФуд (улица Карла Маркса д. 28). Витраж установлен напротив входа в холл здания, однако сейчас он закрыт рекламными баннерами компании-поставщика мобильной связи. Витраж можно увидеть, если пройти по лестнице на второй этаж. На панно изображен земной шар. Витраж выполнен в классической технике паяного витража — собран в свинцовую протяжку и укреплен стальной рамой. Некоторые элементы витража имеют трещины.
В отличие от настоящих витражей, сделанных из цветного стекла по классическим технологиям, в Мурманске широко распространена имитация под витраж. Примеры расположены такой имитации расположены в фойе кинотеатра «Мурманск», на лестничном пролёте в «Областном театре драмы», в окнах магазина на улице Буркова и в окнах ресторана «Панорама». По большей части это яркие абстрактные композиции, выполненные краской по стеклу или с использованием цветных плёнок.
Современных витражей в общественных зданиях практически нет, в основном в частных интерьерах и загородных домах.

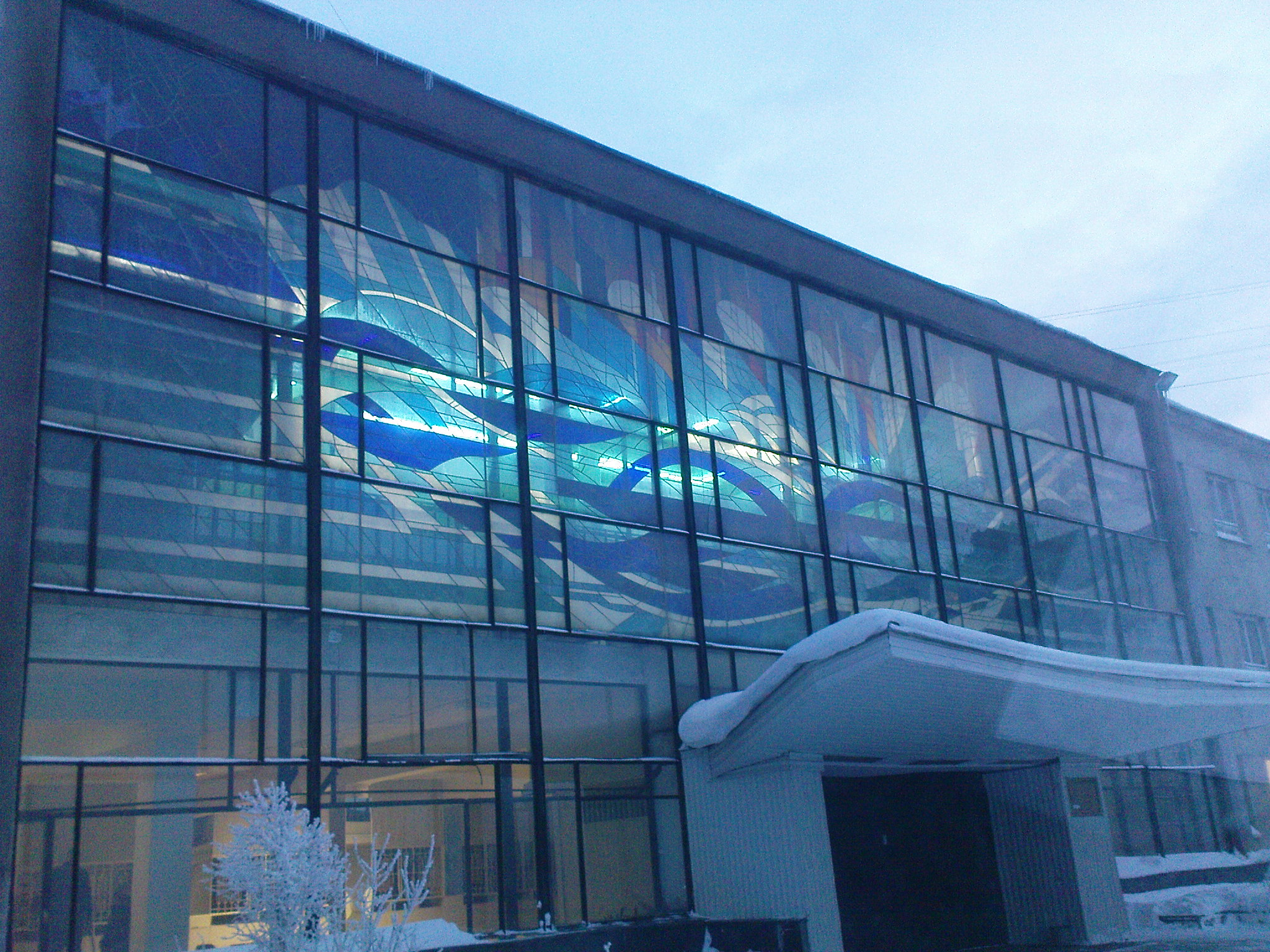
Витраж ДК «Межсоюзный»
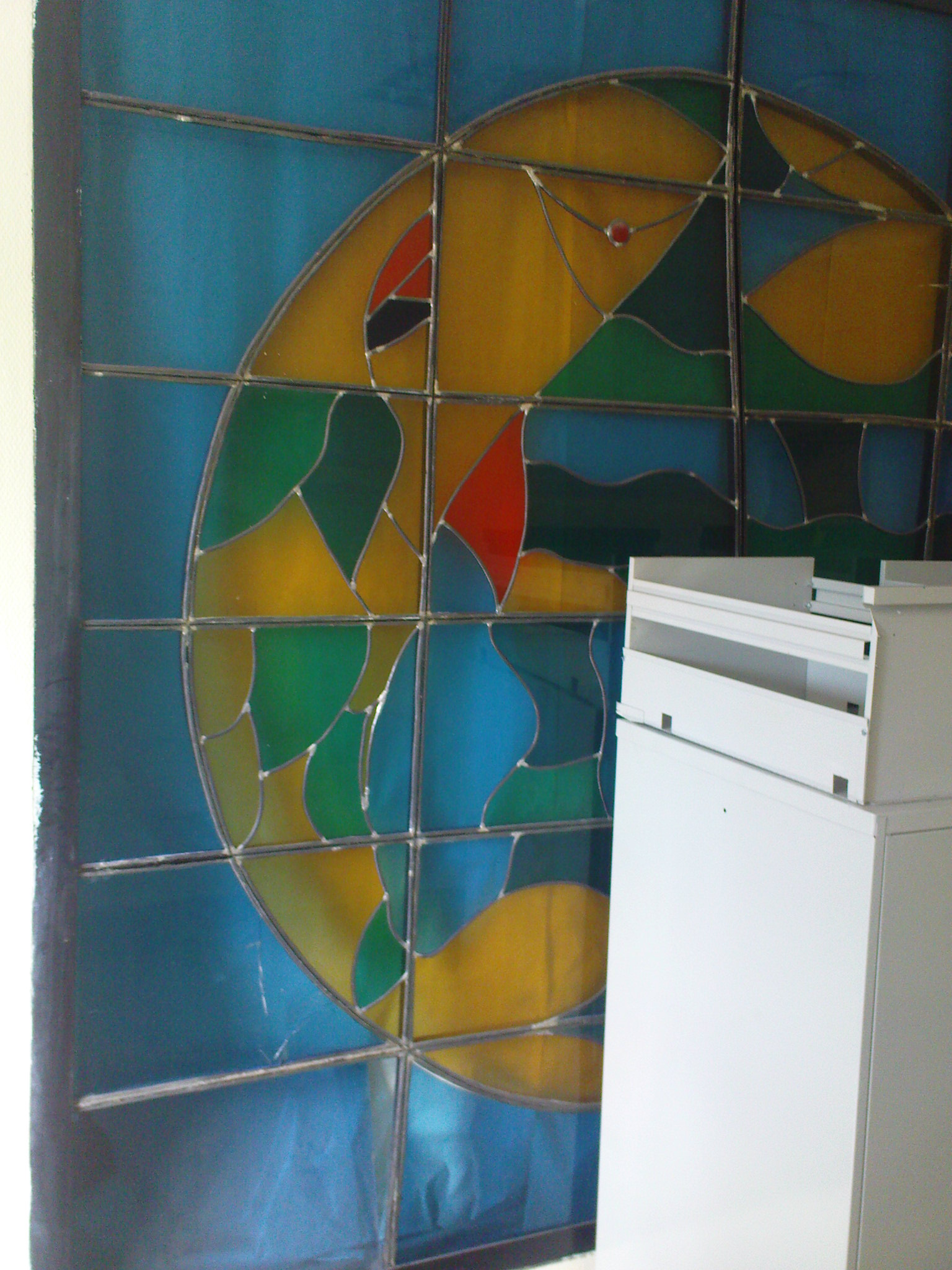
Витраж в здании «Мурманс СиФуд»
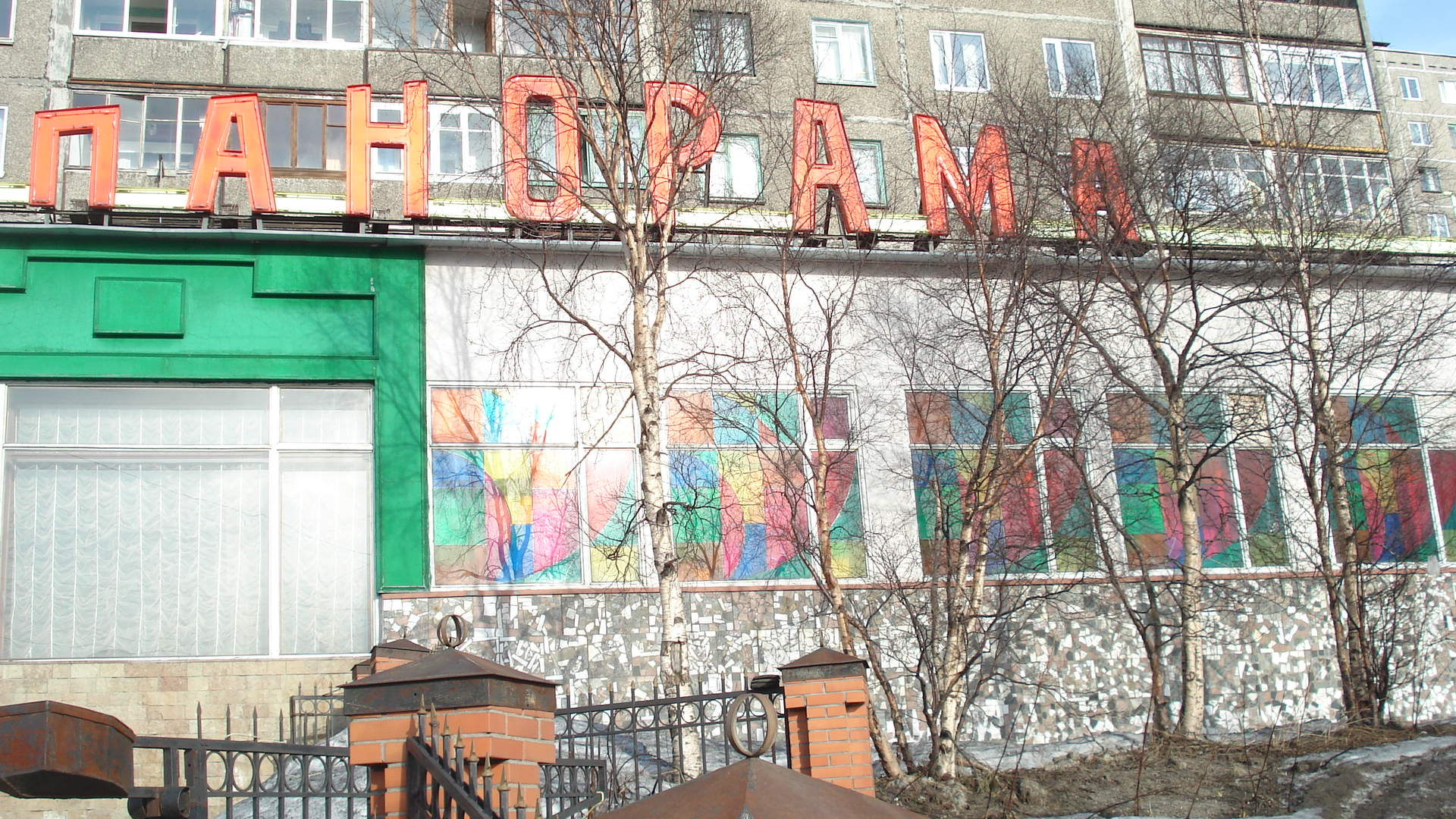
Имитация витража в ресторане «Панорама»
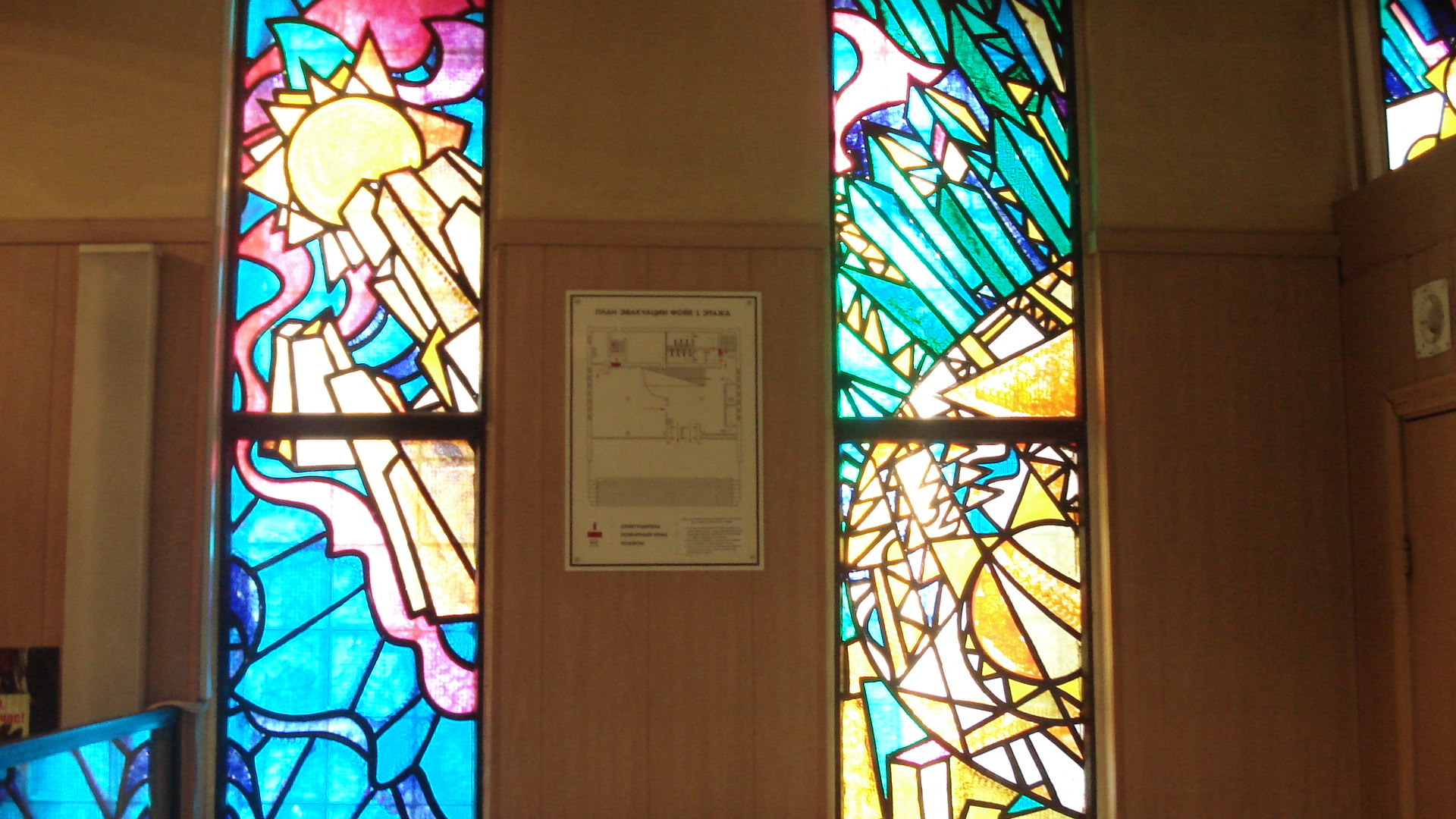
Имитация под витраж в кинотеатре «Мурманск»